# 석곡초등학교 (전북)
석곡초등학교는 대한민국 전라북도 고창군 아산면 대청길 6-5 (남산리)에 있었던 초등학교이다.

## 학교 연혁
- 1924년 9월 20일 석곡공립보통학교 개교(설립인가 7월 12일)
- 1938년 4월 1일 석곡공립심상소학교 개칭[1]
- 1941년 4월 1일 석곡공립국민학교 개칭[2]
- 1982년 3월 1일 병설유치원 개원
- 1996년 3월 1일 석곡초등학교로 개칭[3]
- 2007년 2월 28일 폐교 (대아초등학교로 통합)[4]